# ThyssenKrupp Terni
El Circolo Lavoratori Terni Calcio a 5 es un equipo italiano de fútbol sala de la ciudad de Terni. Es la sección de fútbol sala del histórico club polideportivo Circolo Lavoratori Terni, fundado en 1927. Fue creada en 1995. Actualmente juega en la Serie C2 de la Divisione Calcio a 5.

## Plantilla 2007/2008
|   | Nac.   | Nombre                    | Sobrenombre     | Ruolo     |
| - | ------ | ------------------------- | --------------- | --------- |
| x | Italia | Leandro Garcia Pereira    | GARCIA          | Portero   |
| x | Brasil | Vanderlei Sonda           | SONDA           | Portero   |
| x | Brasil | Guilherme Sauchuk         | SAUCHUK         | Portero   |
| x | Brasil | Marlon Urio               | URIO            | Cierre    |
| x | Italia | Riccardo Costantini       | COSTANTINI      | Cierre    |
| x | Brasil | Fabricio Urio             | URIO            | Cierre    |
| x | Brasil | Mauricio Schleder         | SCHLEDER        | Cierre    |
| x | Brasil | Raphael Bessa             | BESSA           | Cierre    |
| x | Italia | William Coco Wellington   | COCO WELLINGTON | Ala       |
| x | Brasil | Leonardo Neto             | NETO            | Ala       |
| x | Italia | Franceso Sabatini         | SABATINI        | Ala       |
| x | Brasil | Marcelo Chinasso          | CHINASSO        | Ala       |
| x | Brasil | Fernando Martins De Sousa | DE SOUSA        | Ala       |
| x | Brasil | Gabriel De Melo           | DE MELO         | Ala       |
| x | Brasil | Alex Zaro                 | ZARO            | Ala       |
| x | Italia | Luiz Felipe Follador      | FOLLADOR        | Universal |
| x | Brasil | Leonardo Maceira          | MACEIRA         | Pivot     |
| x | Brasil | Diego De Carvalho         | DE CARVALHO     | Pivot     |

Entrenador:  Marcos Mathias Lammers-Marcos Lammers

## Palmarés
- Copa Italia Serie A2 2003